# Libnov

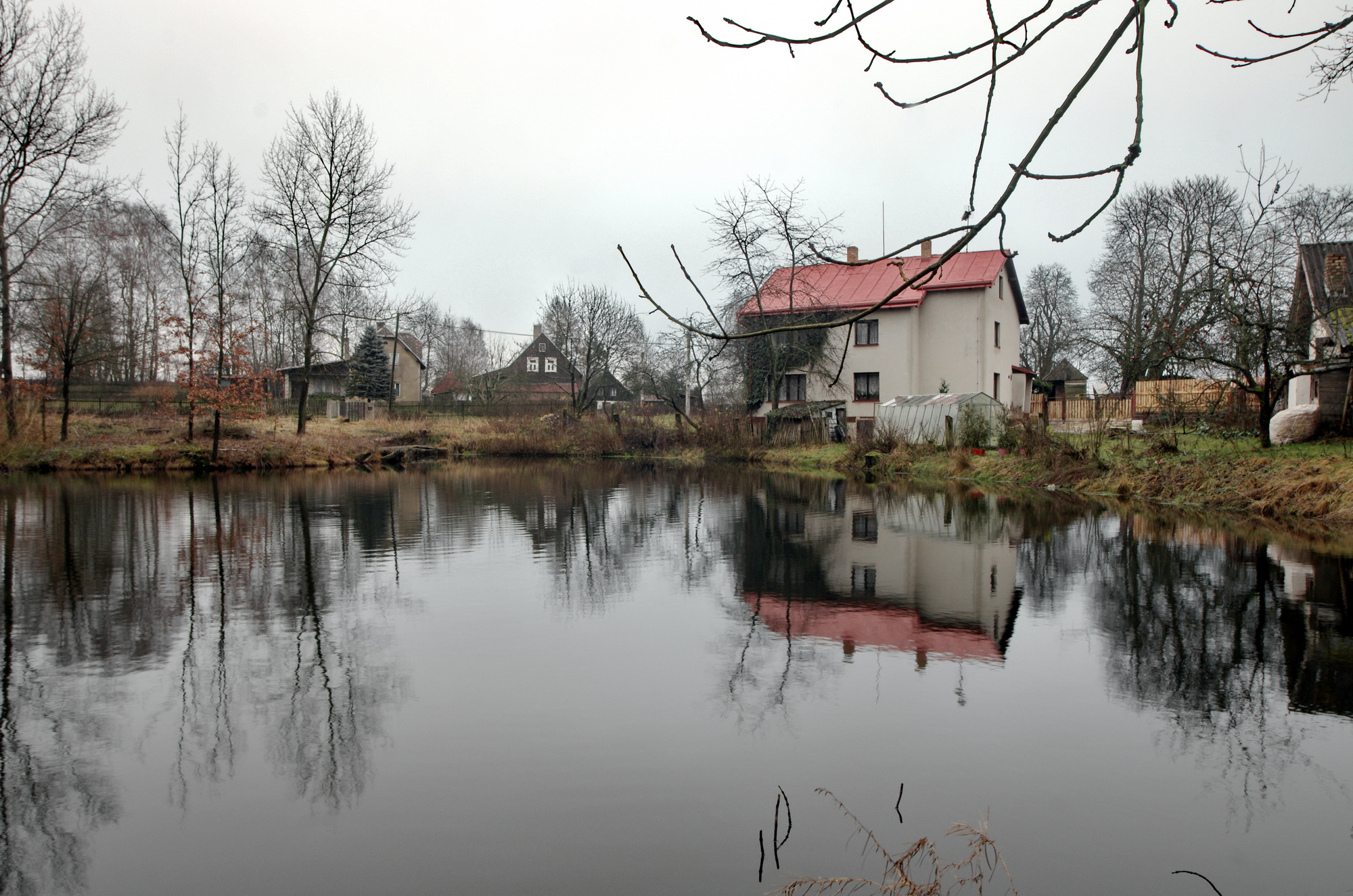
Dorfteich

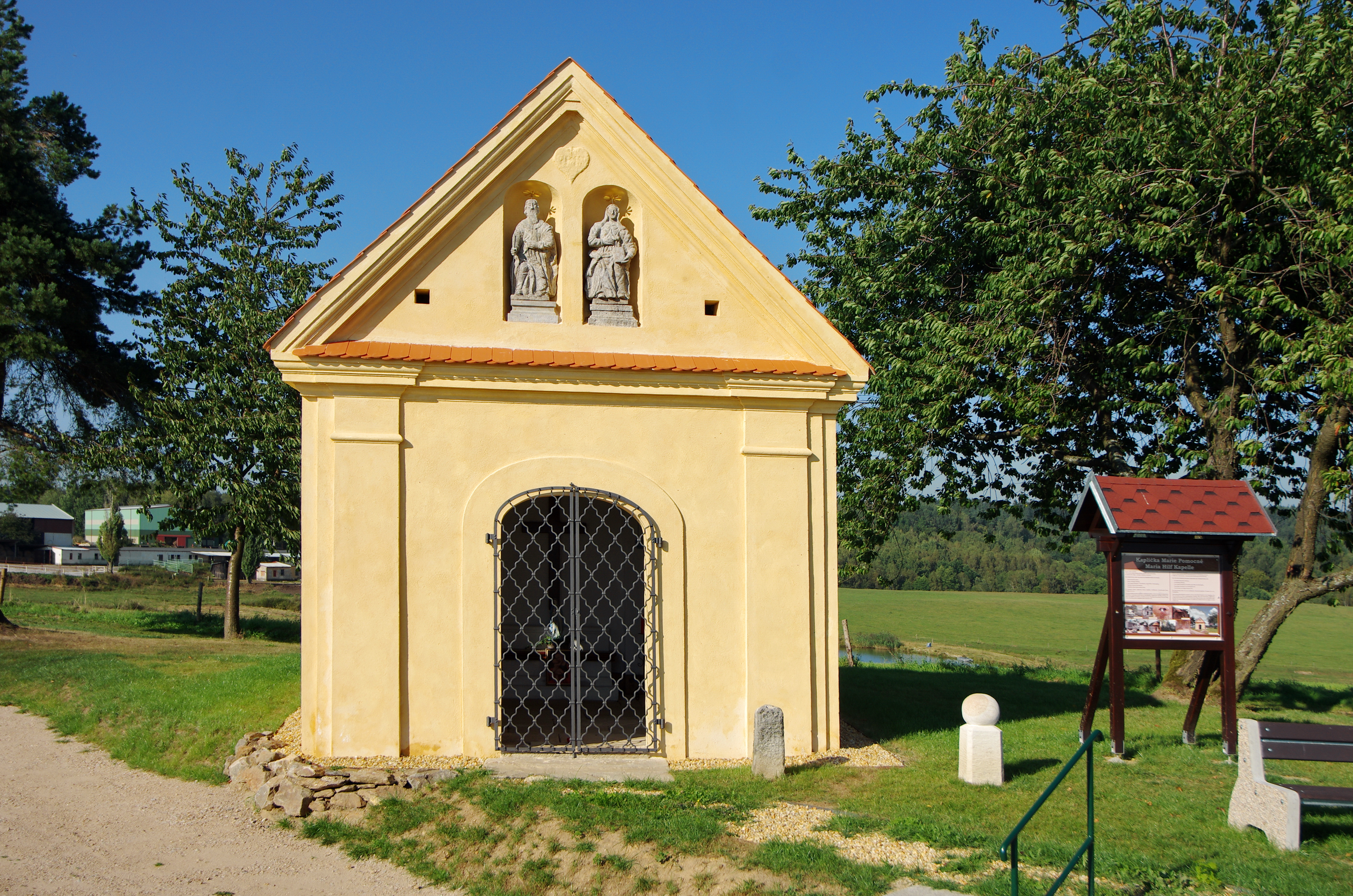
Kapelle Mariahilf auf dem Chlumek

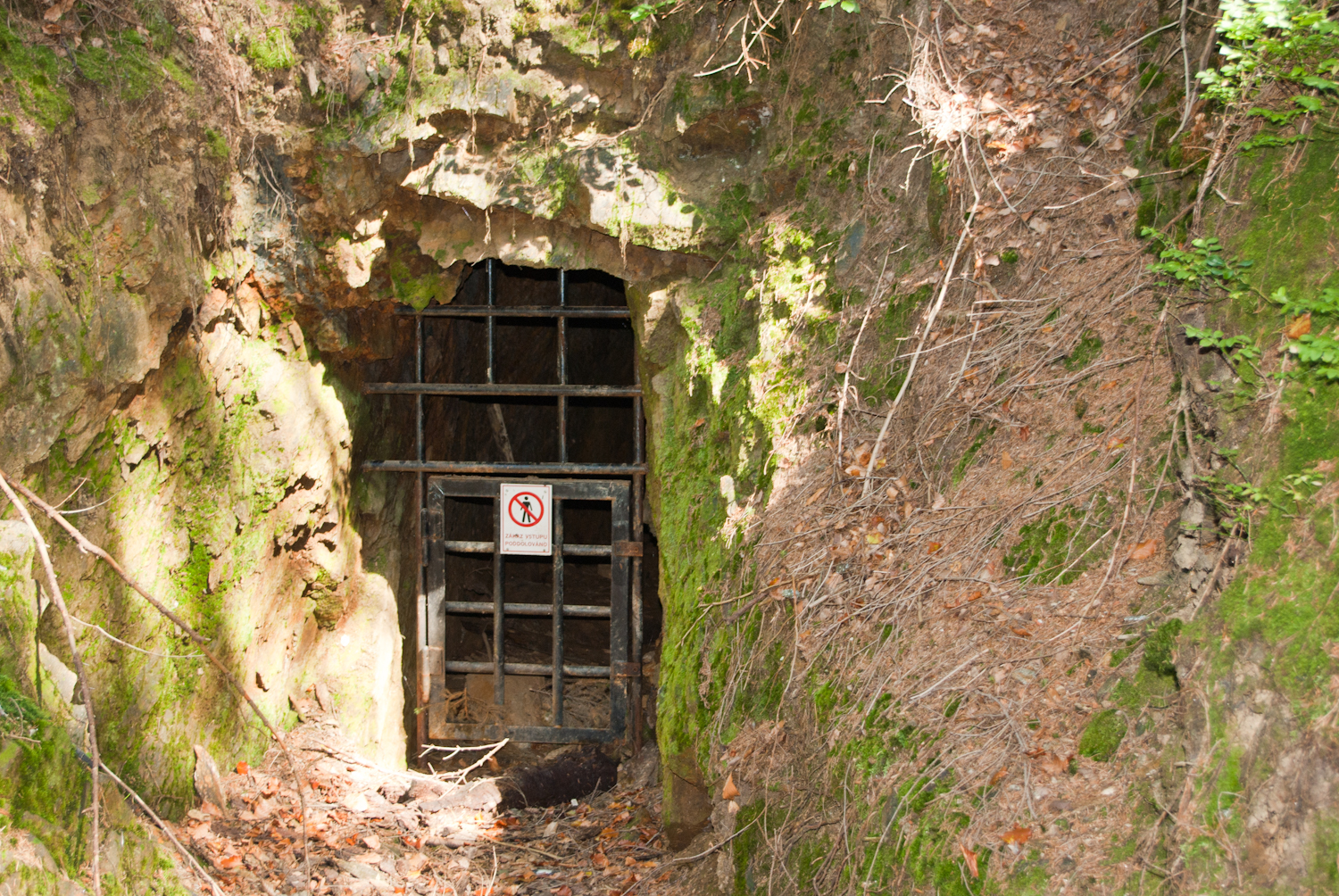
Peterstolln am Šibeniční vrch

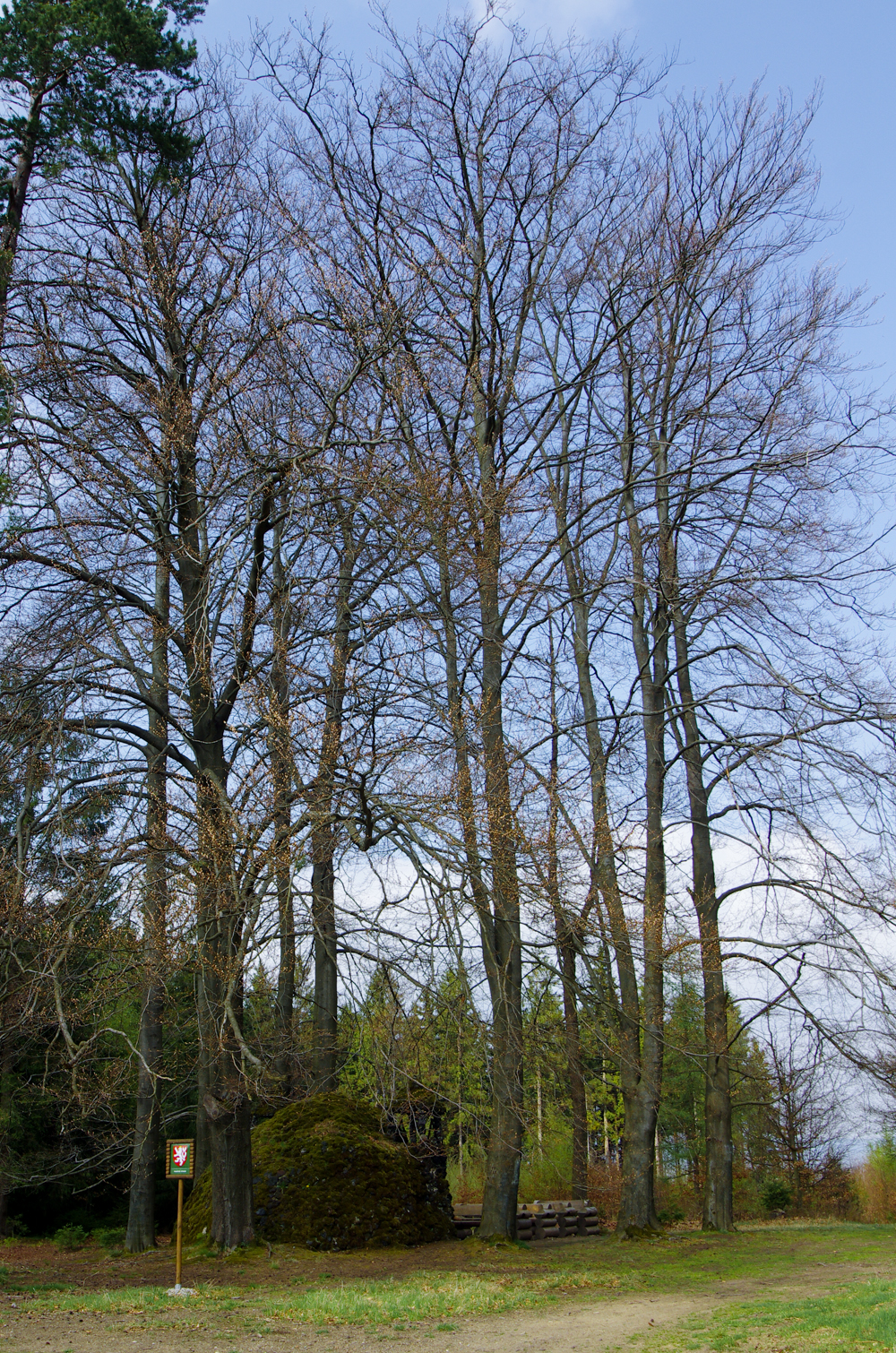
Buchen am Steinernen Altar auf dem Šibeniční vrch

Libnov (deutsch Liebenau) ist ein Ortsteil der Gemeinde Krajková in Tschechien. Er liegt zehn Kilometer nordwestlich von Sokolov und gehört zum Okres Sokolov.

## Geographie
Libnov befindet sich am östlichen Fuße der Březnice (Preßbühl, 662 m. n.m.) auf einem Bergsattel in der Jindřichovická vrchovina. Die im Ort entspringenden Bäche entwässern sowohl nach Osten über den Dolinský potok (Lochbach) zur Zwodau, als auch nach Westen über den Brennerbach zum Leibitschbach. Nördlich erhebt sich der Železný vrch (Eisenberg, 685 m. n.m.), im Nordosten der Šibeniční vrch (Galgenberg, 666 m. n.m.), die Cibulka (Lohberg, 656 m. n.m.) und die Dolinské pásy (634 m. n.m.) sowie nordwestlich der Bernovský vrch (658 m. n.m.). Das Dorf liegt am Rande des Naturparks Leopoldovy Hamry. Gegen Südwesten erstreckt sich der Stausee Horka.
Nachbarorte sind Studenec im Norden, Hory, Oloví und Nové Domy im Nordosten, Boučí im Osten, Hřebeny und Dolina im Südosten, Krajková und Květná im Süden, Kopanina und Čižebná im Südwesten sowie Bernov im Nordwesten. Westlich liegen die Wüstungen Leopoldovy Hamry und Skelná Huť.

## Geschichte
Die erste urkundliche Erwähnung des zur Herrschaft Hartenberg gehörigen Dorfes erfolgte im Jahre 1420. Die in Urkunden des 15. und 16. Jahrhunderts enthaltene Ortszeichnung Liebhartsgrün, die in älterer Literatur oftmals mit Liebenau oder Littengrün in Verbindung gebracht wird, bezeichnet jedoch den Hof beim späteren Leopoldhammer. Haupterwerbsquellen bildeten die Viehzucht und der Feldbau, der jedoch wegen der Höhenlage nicht besonders ertragreich war. Ein Teil der Bewohner arbeitete in den Bleibergwerken am Galgenberg. Die zum Gossengrüner Vasallenbergrevier gehörigen Galgenberger und Bernauer Bleigruben hatten ihr größtes Ausbringen zum Ende des 17. Jahrhunderts. Danach fiel der Gossengrüner Bergbau nach größeren Anbrüchen im Revier der königlichen Bergstadt Bleistadt in die Bedeutungslosigkeit.
Besitzer der Herrschaft waren ab 1467 die Grafen Schlik, ab 1553 Heinrich IV. von Plauen, ab 1597 die Herren von Pißnitz und seit Beginn des 19. Jahrhunderts die Grafen von Auersperg.
Im Jahre 1845 bestand das im Elbogener Kreis gelegene Dorf Liebenau aus 58 Häusern mit 439 deutschsprachigen Einwohnern. Im Ort gab es eine Schule. Pfarrort war Gossengrün. Bis zur Mitte des 19. Jahrhunderts blieb Liebenau der Herrschaft Hartenberg untertänig.
Nach der Aufhebung der Patrimonialherrschaften bildete Liebenau / Libenava ab 1850 einen Ortsteil der Stadtgemeinde Gossengrün im Gerichtsbezirk Falkenau. Ab 1868 gehörte das Dorf zum Bezirk Falkenau. Im Jahre 1869 bestand Liebenau aus 58 Häusern und hatte 400 Einwohner. In den 1870er Jahren löste sich Liebenau von Gossengrün los und bildete eine eigene Gemeinde. Nachdem die Schule lange Zeit als Wanderschule betrieben wurde, erfolgte in den Jahren 1877/78 der Bau einen eigenen Schulhauses in Liebenau, in dem auch die Kinder aus Leopoldhammer und Bernau unterrichtet wurden. Nach der Schließung der Glasfabrik Franziskahütte bei Leopoldhammer, wo bis dahin eine Winkelschule für die Kinder der Glasarbeiter bestand, wurden diese nach 1883 ebenfalls in die Liebenauer Volksschule eingeschult.
Im Jahre 1900 hatte die Gemeinde 331 Einwohner, 1910 waren es 380. Nach dem Ersten Weltkrieg zerfiel der Vielvölkerstaat Österreich-Ungarn, das Dorf wurde 1918 Teil der neu gebildeten Tschechoslowakischen Republik. Beim Zensus von 1921 lebten in den 64 Häusern von Liebenau 393 Deutsche. Der tschechische Ortsname wurde 1923 in Libnov geändert.
1930 lebten in den 81 Häusern von Liebenau 450 Menschen. Nach dem Münchner Abkommen wurde Liebenau 1938 dem Deutschen Reich zugeschlagen und gehörte bis 1945 zum Landkreis Falkenau an der Eger. Im Jahre 1939 hatte die Gemeinde 456 Einwohner. Nach der Aussiedlung der deutschen Bewohner nach Ende des Zweiten Weltkrieges wurde das Dorf nur schwach wiederbesiedelt. Die Eingemeindung nach Krajková erfolgte 1949. Im Jahre 1950 lebten in den 79 Häusern von Libnov nur noch 82 Personen. Ein Großteil der verlassenen Häuser wurde in den 1950er Jahren abgebrochen. 1970 lebten in den 18 Häusern von Libnov 64 Menschen.
Beim Zensus von 2001 bestand Libnov aus 16 Häusern und hatte 36 Einwohner. Die meisten Häuser des Dorfes werden als Ferienhäuser genutzt.

## Ortsgliederung
Der Ortsteil Libnov bildet einen Katastralbezirk.

## Sehenswürdigkeiten
- Kapelle Mariahilf, südöstlich hinter dem Dorf auf dem Chlumek. Nach historischen Quellen soll es sich um die älteste Kapelle in der Gegend handeln, jedoch ist der Zeitpunkt ihrer Errichtung nicht überliefert. Sie wurde 1738 vom Hartenberger Schlosshauptmann Johann Mathias Mosch erneuert und mit einer Stiftung für drei jährliche Messen dotiert. Im Jahre 2015 wurde sie rekonstruiert.
- Kapelle der hl. Dreifaltigkeit und Steinerner Altar auf dem Šibeniční vrch, nordöstlich des Dorfes
- Mundloch des Peterstolln am Šibeniční vrch
- Aussichtsturm auf der Cibulka, nordöstlich des Dorfes